# Mark Scanlon
Mark Scanlon (* 10. Oktober 1980 in Sligo) ist ein ehemaliger irischer Radrennfahrer.
1998 wurde Mark Scanlon bereits irischer Junioren-Meister. Wenig später schlug er bei der Weltmeisterschaft in Valkenburg unter anderem Filippo Pozzato im Endspurt. Schließlich bekam er 2001 einen Platz bei Linda McCartney, nachdem er dort im Vorjahr als Stagiaire gefahren ist. Das Team brach jedoch noch vor dem Beginn der neuen Saison auseinander. 2002 fuhr Scanlon dann bei Ag2r Prévoyance zur Probe und bekam auch einen Profivertrag für die folgende Saison. In seinem ersten Jahr dort wurde er gleich irischer Meister und gewann eine Etappe der Dänemark-Rundfahrt. Bei der Tour de France 2004 debütierte er mit einem 89. Platz in der Gesamtwertung. 2007 wechselte er zum unterklassigen Team Toyota-United, beendete dort allerdings nach nur einem Jahr im Alter von 27 seine Karriere.

## Erfolge
1998
- Irischer Meister – Straßenrennen (Junioren)
- Weltmeister – Straßenrennen (Junioren)

2002
- Irischer Meister – Straßenrennen

2003
- Irischer Meister – Straßenrennen

2004
- SEB Tartu Grand Prix

## Teams
- 1999 Rabobank Development
- 2000 CC Etupes
- 2000 Linda McCartney (Stagiaire)
- 2001 Linda McCartney
- 2002 Ag2r Prévoyance (Stagiaire)
- 2003 Ag2r Prévoyance
- 2004 Ag2r Prévoyance
- 2005 Ag2r Prévoyance
- 2006 Ag2r Prévoyance
- 2007 Toyota-United